# ローソン・ユナイテッドシネマ
株式会社ローソン・ユナイテッドシネマ（英: Lawson United Cinemas, Inc.）は、シネマコンプレックスである「ユナイテッド・シネマ」や「シネプレックス」などを運営するローソングループの映画興行会社である。
「ダーウィンが来た!」の劇場版シリーズや「MARINES DOCUMENTARY 2023 今日をチャンスに変える。」「MARINES DOCUMENTARY 2024」といったロッテのドキュメンタリー映画シリーズ、「思い出を、超えていけ。30th Documentary HAWKS」「FUKUOKA SoftBank HAWKS REVIVAL ―2024優勝の軌跡―」といったホークスのドキュメンタリー映画シリーズなど、映画の配給も行っている。

## 歴史

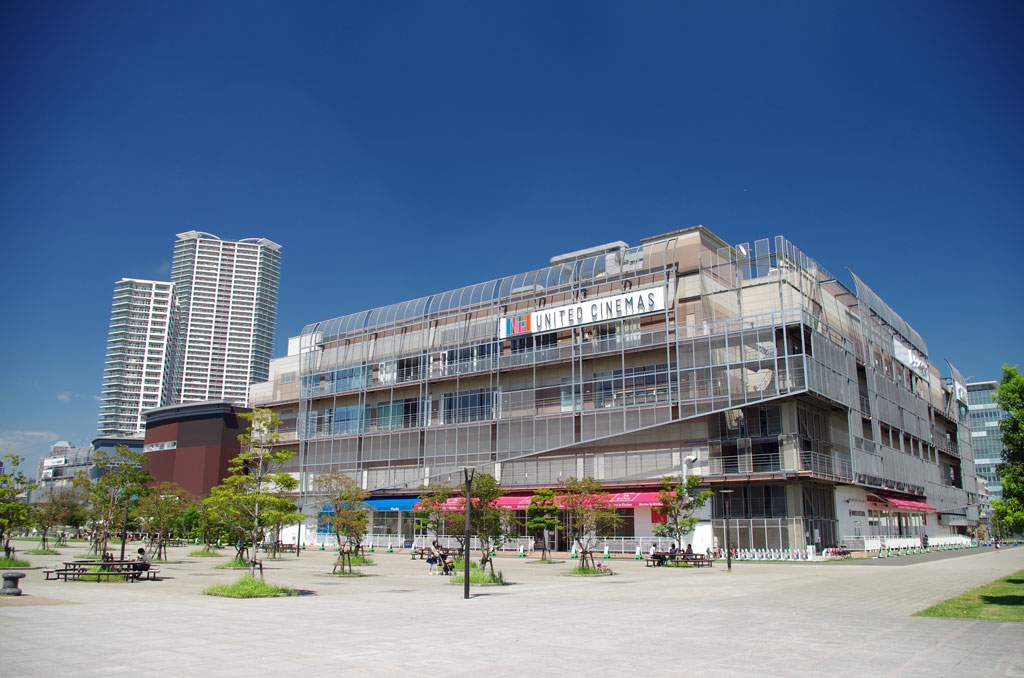
ユナイテッド・シネマ豊洲

1993年9月にユナイテッド・シネマ・インターナショナル（以下、UCI）が設立した日本法人、ユナイテッド・シネマ・インターナショナル・ジャパン株式会社（以下、UCIジャパン）を起源とする。同社は1996年11月に大津市に1号店を開業して1998年までに3サイトを展開するも、出店先と資金の確保が万全ではなく3号店のパラマウント・ユニバーサルシネマ11は藤田商店と共同出資した。
安定した出店先と資金の確保のために国内各社と合弁や提携を模索し、UCI（50パーセント（%））、住友商事（40%）、角川書店（現・KADOKAWA）（10%）の3社がユナイテッド・シネマ株式会社を1999年10月に設立し、以降に開業したサイトは同社が経営した。
UCIは、2004年にイギリスの投資会社テラファーマ・キャピタル・パートナーズに買収されると保有株式を売却して撤退し、ユナイテッド・シネマは住友商事（80%）と角川グループ（20%）の所有となり以後はUCIと資本関係を断つ。2006年に主要株主が住友商事（99%）と東急レクリエーション（1%）になり、2007年4月7日に東急レクリエーションと番組編成を連携すると発表した。
2012年3月、住友商事は保有する発行済全株式をアドバンテッジパートナーズ有限責任事業組合（AP）の傘下ファンドが出資する、ユナイテッド・エンターテインメント・ホールディングス株式会社（以下UEH）に譲渡した。
2013年3月29日、親会社のUEHはシネプレックスを運営する角川シネプレックス株式会社を買収してシネプレックス株式会社に改称。同年6月1日にユナイテッド・シネマを存続法人として合併した。シネプレックス株式会社が運営するシネプレックスなどの映画館は同社の運営となった。
2014年8月6日にローソンは、アドバンテッジパートナーズ有限責任事業組合からUEH株式の譲渡を受け、ローソンHMVエンタテイメントの子会社として設立したローソンHMVエンタテイメント・ユナイテッドシネマ・ホールディングス株式会社へ、同年8月28日にUEH株式が譲渡されると発表した。
2022年9月1日、UEHとローソンHMVエンタテイメント・ユナイテッド・シネマ・ホールディングスを吸収合併。
2024年3月1日、社名を株式会社ローソン・ユナイテッドシネマに変更。これに伴い、「ユナイテッド・シネマ」や「シネプレックス」の名称で展開している映画館についても「ローソン・ユナイテッドシネマ」の名称に順次改称することを同年4月24日に発表した。なお、社名変更後の初出店となる「ローソン・ユナイテッドシネマ STYLE-S みなとみらい」が2日後の26日に開業している。

## 沿革
- 1993年（平成5年）9月 - ユナイテッド・シネマ・インターナショナル・ジャパン株式会社を設立。
- 1998年（平成10年）3月 - アダム・ガワーから塚田哲夫に社長交代。
- 1999年（平成11年）10月 - UCI（50%）、住友商事（40%）、角川書店（10%）の合弁会社としてユナイテッド・シネマ株式会社を設立。これ以降に開業した劇場は同社の運営になり、劇場名にユナイテッド・シネマの冠が付く。
- 2003年（平成15年） - UCIジャパンが解散。大津・金沢・札幌の3サイトはユナイテッド・シネマへ移行[10]。
- 2004年（平成16年）
  - 1月1日 - 劇場名をユナイテッド・シネマに統一。
  - 8月 - UCIが日本市場から撤退し、同社が保有するユナイテッド・シネマの株式を売却。ユナイテッド・シネマは住友商事（80%）、角川映画（10%）、角川ホールディングス（10%）の株主構成になる。
- 2005年（平成17年）
  - 1月 - コーポレートアイデンティティ導入。新ロゴマーク制定。
  - 7月 - 株式会社日本AMCシアターズを50億円で買収。同社運営の『キャナルシティ13』、『なかま16』、『ホリディ・スクエア18』、『リバーサイドモール16』の4サイトがユナイテッド・シネマに傘下になる[11]。
    - 10月1日 - AMCホリデイ・スクエア18が「ユナイテッド・シネマ豊橋18」に改称。
- 2007年（平成19年）
  - 3月 - 塚田哲夫から住友商事の宮田昌紀に社長交代。
  - 4月 - 109シネマズの保有会社東急レクリエーションと独自の番組編成などを目的とした提携を発表。
  - 12月 - ティ・ジョイ、東急レクリエーション、ユナイテッド・シネマ、ワーナー・マイカルの4社で「オープン・コラボレーション」という独自の番組編成を目的とした提携を発表。
- 2010年（平成22年）
  - 7月 - 全国21劇場へのデジタル3Dシネマシステムの導入を発表。
  - 9月 - IMAXデジタルシアターの導入を発表。
- 2012年（平成24年）
  - 3月9日 - 住友商事から売却され、投資会社であるアドバンテッジパートナーズの傘下に入る。
  - 8月1日 - ヤフー株式会社執行役員だった武藤芳彦に社長交代[12]。
- 2013年（平成25年）
  - 2月28日 - 同じくシネマコンプレックスを運営する角川シネプレックスを、ユナイテッド・シネマの親会社であるUEHが買収することを発表[13]。
  - 3月9日 - TOHOシネマズトリアス久山（2012年8月31日閉館）を「ユナイテッド・シネマ トリアス久山」として居抜き出店[14]。
  - 3月29日 - UEHが角川シネプレックスを買収し、シネプレックス株式会社に改称。
  - 6月1日 - シネプレックス株式会社を吸収合併[6]。
  - 11月30日 - シネマサンシャイン今治（同年9月30日閉館）を「ユナイテッド・シネマ フジグラン今治」として居抜き出店[15]。
- 2014年（平成26年）
  - 8月 - 4DXの導入を発表。
  - 8月28日 - ユナイテッド・エンターテインメント･ホールディングスの全株式がローソンHMVエンタテイメントの子会社であるローソンHMVエンタテイメント・ユナイテッドシネマ・ホールディングス株式会社に譲渡。
  - 9月26日 - 株式会社ローソン執行役員だった渡辺章仁に社長交代[16]。
  - 12月8日 - 本社オフィスを東京都品川区へ移設[17]。
- 2015年（平成27年）
  - 12月18日 - MOVIX橿原（2014年8月31日閉館）を「ユナイテッド・シネマ橿原」として居抜き出店[18]。
- 2016年（平成28年）
  - 3月1日 - シネマックス足利（2009年2月27日閉館）を「ユナイテッド・シネマ アシコタウンあしかが」として居抜き出店[19]。
  - 3月31日 - ユナイテッド・シネマ福岡が一時閉館[20]。
  - 7月23日 - シネプレックスわかばを「ユナイテッド・シネマ」としてリニューアルオープン[21]。
  - 11月23日 - シネプレックス熊本を「ユナイテッド・シネマ」としてリニューアルオープン[22]。
  - 12月16日 - シネプレックス新座を「ユナイテッド・シネマ」としてリニューアルオープン[23]。
- 2017年（平成29年）
  - 4月29日 - シネマメディアージュ（同年2月23日閉館）を「ユナイテッド・シネマ アクアシティお台場」として居抜き出店[24]。
  - 7月1日 - アクアシティお台場に日本初の3面マルチ上映システム「ScreenX」を導入[25]。
  - 8月11日 - シネプレックス水戸を「ユナイテッド・シネマ」としてリニューアルオープン[26]。
  - 12月7日 - シネプレックス枚方を「ユナイテッド・シネマ」としてリニューアルオープン[27]。
- 2018年（平成30年）
  - 2月24日 - シネプレックス岡崎を「ユナイテッド・シネマ」としてリニューアルオープン[28]。
  - 7月4日 - シアターフォルテ（2011年3月11日休館）を「ユナイテッド・シネマ宮城大河原」として居抜き出店[29]。
  - 11月21日 - 一時閉館した福岡の後継として「ユナイテッド・シネマ福岡ももち」を開館[30]。
- 2021年（令和3年）
  - 10月1日 - 楽天Edyを導入[31]。
  - 12月3日 - シネプレックス幕張を「ユナイテッド・シネマ」としてリニューアルオープン[32]。
- 2022年（令和4年）
  - 9月1日 - ローソンHMVエンタテイメント・ユナイテッド・シネマ・ホールディングス株式会社、ユナイテッド・エンターテインメント・ホールディングス株式会社の2社を合併
  - 12月1日 - アクアシティお台場に日本初の音響体感シート「FLEXOUND」を導入。
- 2024年（令和6年）
  - 3月1日 - 社名を株式会社ローソン・ユナイテッドシネマに変更。
  - 4月26日 - 社名変更後初となる「ローソン・ユナイテッドシネマ STYLE-S みなとみらい」をオープン[9]。
  - 12月20日 - 札幌、入間、PARCO CITY 浦添の3館がユナイテッド・シネマから「ローソン・ユナイテッドシネマ」に屋号変更[33]。
- 2025年（令和7年）
  - 3月28日 - ユナイテッド・シネマ前橋が「ローソン・ユナイテッドシネマ前橋」に屋号変更[34]。
  - 4月18日 - ユナイテッド・シネマ長崎が「ローソン・ユナイテッドシネマ長崎」に屋号変更[34]。
  - 7月18日 - ユナイテッド・シネマ岡崎およびシネプレックス小倉が「ローソン・ユナイテッドシネマ」に屋号変更[35]。

## 特徴

### 内装
UCI時代は画一的なシネマコンプレックスを展開したが、UCI傘下を離れた2004年頃から地域特性を考慮した内装へ転換している。2006年10月に出店した豊洲以降は「デザイナーズ・シネコン」と銘打ち、翌2007年にユナイテッド・シネマ前橋がシネマコンプレックスとして初のグッドデザイン賞を受賞し、2008年にユナイテッド・シネマ浦和もグッドデザイン賞を受賞する。既存の劇場も長崎を2008年9月に改装するなど、同様の傾向が見られる。

### 場所
UCI時代は都市型ショッピングセンター・駅ビル・アウトレットモール・レジャー施設など多様な施設に出店していたが、UCI傘下を離れた2004年頃から商業施設の出店を基本とし、競合他社の買収や、閉館した劇場の居抜きによって数を増やしている。
買収の例としては、2005年に日本AMCシアターズの買収により、イクスピアリ16以外の各劇場を取得。更に2014年には角川シネプレックス（当時）を買収し、角川シネマ（新宿・有楽町）以外の各劇場を取得している。
居抜きの例としては、2013年に元ヴァージンシネマズ → TOHOシネマズの跡地に開館したトリアス久山などがあり、同館から2018年7月開業のフォルテ宮城大河原まで、ユナイテッド・シネマ名義で出店した劇場はシネプレックスからの商号変更を除き、すべて居抜きでの出店となった。
このような経緯で出店を拡大したことや、フォルテ宮城大河原やウニクス秩父のように地域振興で小規模な劇場を出店したところもあるため、スクリーンや座席の数はかなり極端に異なる。最多のスクリーンと座席数を持つ豊橋18（元AMCシアターズ）が名前の通り18スクリーン・全3,220席を持つのに対し、最少のスクリーンはフジグラン今治（元シネマサンシャイン）の6スクリーン、最少の座席数はウニクス秩父の全650席である。
居抜き以外の新規出店は前述の通り商業施設（主にコミュニティ型・ネイバーフッド型のショッピングセンター）への出店が多く、特にユニー系やヤオコー系のショッピングセンターに出店することが多い。特に、ウニクスにある各劇場（上里・南古谷・秩父）は提供するサービスは他劇場と同一だが経営リスク軽減のため、経営は施設を管理しているピーアンドディコンサルティングが行い、ユナイテッド・シネマは同社から委託を受けて運営する形態を採っている。

### サービス
クラブスパイスカードや子供向けのキッズクラブカードなど、会員割引サービスも行っている。
コンセッションでは基本的にペプシコーラをはじめとしたサントリーフーズ製品を販売しているが、例外としてキャナルシティ13のみコカ・コーラを販売している。

### 設備
導入劇場数および追加料金は2025年4月時点のものとなる。
| 設備名                         | 備考 |
| ------------------------------ | --- |
| IMAX                           | - 設備概要や導入劇場はリンク先参照 - 追加料金は700円（3D上映は+500円） - 全国13館に導入 |
| 4DX                            | - 設備概要や導入劇場はリンク先参照 - 2014年12月に豊洲へ導入以降は積極的に展開しており、2025年4月現在は国内のシネコンチェーンとして最多の22館に導入 - 豊橋18には国内初となる新機能『スライド&ツイスト』を搭載した「MAXシート」を導入 - 追加料金は1,000円（3D上映は+500円）                                                                 |
| ScreenX                        | - 設備概要や導入劇場はリンク先参照 - 2017年7月1日にアクアシティお台場に国内初導入され、現在は5館に導入されている - 追加料金は700円 |
| FLEXOUND                       | - FLEXOUND社の特許技術によるスピーカーが内蔵された椅子から音と振動が発生する没入型音響体感シート「FLEXOUND Augmented Audio」(フレックスサウンド・オーギュメント・オーディオ) - アクアシティお台場とSTYLE-S みなとみらいに導入されている - 追加料金は200円（お台場。ただし、全座席に導入しているSTYLE-S みなとみらいは通常料金で鑑賞可能） |
| プレミアム・ダイニング・シネマ | - 映画を楽しみながら本格的な食事が楽しめる上映サービス - 2016年4月23日よりキャナルシティ13に導入 - 性質上、上演中の照明は通常よりも明るめになる - 追加料金（お食事代、座席料金込み）はカジュアルシートが1000円、ラグジュアリーシートが2000円となっている。                                                                                |
| 3D上映                         | 全ての劇場に導入（導入スクリーンに関しては公式HPの各劇場のサイトを参照） |

## 劇場
2025年2月現在、日本国内ではイオンシネマ、TOHOシネマズに次いで3番目に多い全国42劇場の経営・運営を手掛ける。劇場名にリンク先がある場合は単独の記事あり。
以下の分類欄の記号の見方は以下の通り。
- 居：閉館した映画館の居抜き出店
- A：旧・AMCシアターズ
- C：旧・シネプレックス
- L：「ローソン・ユナイテッドシネマ」の屋号を冠する

### ローソン・ユナイテッドシネマ / ユナイテッド・シネマ
居抜き出店による劇場の沿革は所在地欄（下段）の併設施設のリンク先を参照。
同社におけるスクリーンおよび座席数最多の劇場は豊橋18（共に日本国内の劇場において最も多い）、スクリーン最少はフジグラン今治、座席数最少はウニクス秩父となる。
| 分類 | 劇場名               | 所在地                                        | 開館日         | 規模                 | 備考 |
| ---- | -------------------- | --------------------------------------------- | -------------- | -------------------- | --- |
| L    | 札幌                 | 北海道札幌市中央区 サッポロファクトリー       | 1998年6月20日  | 11スクリーン 2,356席 | 詳しい沿革は併設施設（左記）の記事を参照。 |
| 居   | 宮城大河原           | 宮城県柴田郡大河原町 フォルテ                 | 2018年7月4日   | 7スクリーン 1,039席  | |
| C    | 水戸                 | 茨城県水戸市 COMBOX310                        | 2006年4月26日  | 8スクリーン 1,467席  | |
| 居   | アシコタウンあしかが | 栃木県足利市 アシコタウンあしかが             | 2016年3月1日   | 8スクリーン 1,285席  | |
| L    | 前橋                 | 群馬県前橋市 けやきウォーク前橋               | 2007年3月10日  | 9スクリーン 2,000席  | 2007年に国内の映画館としては初のグッドデザイン賞受賞 |
|      | 浦和                 | 埼玉県さいたま市浦和区 浦和パルコ             | 2007年10月10日 | 9スクリーン 1,665席  | 2008年にグッドデザイン賞受賞 |
|      | ウニクス南古谷       | 埼玉県川越市 ウニクス南古谷                   | 2008年11月29日 | 9スクリーン 1,500席  | |
|      | ウニクス秩父         | 埼玉県秩父市 ウニクス秩父                     | 2022年7月29日  | 7スクリーン 650席    | |
|      | 春日部               | 埼玉県春日部市 ララガーデン春日部             | 2007年11月8日  | 9スクリーン 1,741席  | |
| L    | 入間                 | 埼玉県入間市 Ipot                             | 2000年12月5日  | 9スクリーン 1,833席  | |
| C    | 新座                 | 埼玉県新座市 OSCデオシティ新座                | 2004年12月11日 | 9スクリーン 1,818席  | |
| C    | わかば               | 埼玉県鶴ヶ島市 ワカバウォーク                 | 2004年6月26日  | 9スクリーン 1,900席  | |
|      | ウニクス上里         | 埼玉県児玉郡上里町 ウニクス上里               | 2007年8月15日  | 9スクリーン 1,609席  | |
| C    | 幕張                 | 千葉県千葉市美浜区 メッセ・アミューズ・モール | 2002年6月17日  | 10スクリーン 2,000席 | |
|      | テラスモール松戸     | 千葉県松戸市 テラスモール松戸                 | 2019年10月25日 | 11スクリーン 1,973席 | [ 47 ] |
| 居   | アクアシティお台場   | 東京都港区 アクアシティお台場                 | 2017年4月29日  | 13スクリーン 2,920席 | |
|      | 豊洲                 | 東京都江東区 アーバンドック ららぽーと豊洲    | 2006年10月5日  | 12スクリーン 1,756席 | |
|      | としまえん           | 東京都練馬区                                  | 2004年7月9日   | 9スクリーン 1,744席  | - 2020年に閉園した「としまえん」に近接 - 元々は豊島園駅のバス折返し場だった場所である                                                                                   |
| L    | みなとみらい         | 神奈川県横浜市西区 MARK IS みなとみらい       | 2024年4月26日  | 12スクリーン 1,050席 | - ローソン・ユナイテッドシネマに社名変更後初となる出店 - 「Orbi Yokohama」の施設を一部居抜き・改修し出店 - 世界で初めて全座席に音響体感シート「FLEXOUND」（上述）を導入 |
|      | 新潟                 | 新潟県新潟市中央区 デッキィ401                | 1999年10月8日  | 10スクリーン 1,805席 | 開館当初は8スクリーン（2011年1月29日に2スクリーン増設） |
|      | 金沢                 | 石川県金沢市                                  | 1997年10月11日 | 9スクリーン 2,456席  | - 旧：ルネス9シネマ - 過去の併設施設は「アクアリゾート ルネスかなざわ」（2008年10月閉館）                                                                               |
| A    | 豊橋18               | 愛知県豊橋市 ホリデイ・スクエア               | 1999年7月17日  | 18スクリーン 3,220席 | スクリーンおよび座席数が日本最多 |
| L    | 岡崎                 | 愛知県岡崎市 ウイングタウン岡崎               | 2007年7月14日  | 9スクリーン 1,794席  | |
|      | 稲沢                 | 愛知県稲沢市 アピタタウン稲沢                 | 1999年12月23日 | 9スクリーン 2,696席  | |
|      | 阿久比               | 愛知県知多郡阿久比町 アピタ阿久比店           | 2000年7月20日  | 9スクリーン 2,262席  | |
|      | 大津                 | 滋賀県大津市 Oh!Me大津テラス                  | 1996年11月2日  | 7スクリーン 1,774席  | - 旧：OTSU7シネマ（2004年に現名称に改称） - 現在のユナイテッド・シネマにおける第一号店                                                                                  |
|      | 岸和田               | 大阪府岸和田市 岸和田カンカンベイサイドモール | 1999年10月1日  | 9スクリーン 2,391席  | |
| 居   | 橿原                 | 奈良県橿原市 ツインゲート橿原                 | 2015年12月18日 | 9スクリーン 1,880席  | |
| 居   | フジグラン今治       | 愛媛県今治市 フジグラン今治                   | 2013年11月30日 | 6スクリーン 909席    | |
| A    | キャナルシティ13     | 福岡県福岡市博多区 キャナルシティ博多         | 1996年4月20日  | 13スクリーン 2,073席 | - ローソン・ユナイテッドシネマが運営する最古の映画館。 - 元々はAMCシアターズの第一号館だった                                                                            |
|      | 福岡ももち           | 福岡県福岡市中央区 MARK IS 福岡ももち         | 2018年11月21日 | 11スクリーン 1,674席 | 「福岡」（後述）の後継として再出店 |
| L    | 小倉                 | 福岡県北九州市小倉北区 チャチャタウン小倉     | 2000年11月23日 | 10スクリーン 1,731席 | |
| A    | なかま16             | 福岡県中間市 プラザモールなかま               | 1998年11月21日 | 16スクリーン 2,064席 | |
| 居   | トリアス久山         | 福岡県糟屋郡久山町 トリアス                   | 2013年3月9日   | 12スクリーン 1,644席 | - 2012年3月1日プレオープン - 当初は前身時代のまま14スクリーンの予定だったが、12スクリーンに減らされた                                                                   |
| L    | 長崎                 | 長崎県長崎市 アミュプラザ長崎                 | 2000年9月21日  | 8スクリーン 1,673席  | |
| L    | PARCO CITY浦添       | 沖縄県浦添市 サンエー浦添西海岸 PARCO CITY    | 2019年6月27日  | 11スクリーン 1,655席 | [ 52 ] |

### シネプレックス
| 劇場名 | 所在地                           | 開館日        | 規模                | 備考                             |
| ------ | -------------------------------- | ------------- | ------------------- | -------------------------------- |
| 旭川   | 北海道旭川市 パワーズ            | 2002年12月4日 | 7スクリーン 1,241席 |                                  |
| つくば | 茨城県つくば市 つくばYOUワールド | 2000年7月8日  | 8スクリーン 1,513席 |                                  |
| 幸手   | 埼玉県幸手市 エムズタウン幸手    | 2006年1月25日 | 9スクリーン 1,718席 |                                  |
| 平塚   | 神奈川県平塚市 OSC湘南シティ     | 1999年4月21日 | 8スクリーン 1,700席 | シネプレックスブランドの第一号館 |

### ガーデンシネマ
- YEBISU GARDEN CINEMA（東京都渋谷区、恵比寿ガーデンプレイス内）<2スクリーン、190席／90席>
  - 1994年に開業し、2011年2月に閉館した恵比寿ガーデンシネマを復活させ、サッポロ不動産開発との共同運営で2015年3月28日に開館した。旧ガーデンシネマ跡地に再開館する[53][54]。

### 閉館及び経営から撤退した劇場
| 劇場名                     | 所在地                                               | 規模                         | 営業期間                     | 閉館理由 |
| -------------------------- | ---------------------------------------------------- | ---------------------------- | ---------------------------- | --- |
| 梅田ガーデンシネマ1・2     | 大阪府大阪市北区 新梅田シティ 梅田スカイビルイースト | 2スクリーン 111席／111席     | 1997年12月13日 2014年2月28日 | - 旧シネプレックスから継承したミニシアター - 跡地はシネリーブル梅田の増床分として引き継がれている |
| ユナイテッド・シネマ真正16 | 岐阜県本巣市 リバーサイドモール                      | 16スクリーン 3,108席         | 2000年3月25日 2011年2月27日  | - 沿革は以下の通り - AMCリバーサイドモール16（2000年3月25日 - 2005年8月） - ユナイテッド・シネマ真正16（2005年8月 - 2011年2月27日） - 真正リバーサイドシネマ（2011年3月20日 - 3月24日） - 2005年の日本AMCシアターズの買収に伴い現在の名称に改称 - 当初の収益は良かったが、近隣に大型商業施設が続々と開業し集客力が低下 - 検討はされたものの3D設備を導入することなく閉館 - 後に別会社がシネマ・アライアンスに番組編成を委託し、設備を使用して真正リバーサイドシネマとして3月10日に再開館したが、2週間後の3月24日にショッピングモールも含め休業 - 再開されること無く2017年にショッピングモール全体が解体され、跡地にイオンタウン本巣が2018年1月9日に開業した |
| ユナイテッド・シネマ福岡   | 福岡県福岡市 ホークスタウンモール                    | 10スクリーン 2,383席         | 2000年4月26日 2016年3月31日  | - 2000年4月26日の「ホークスタウンモール」開業と同時にオープンしたが、 再開発に伴い2016年3月31日に一時休館 - 2016年10月31日に、三菱地所が跡地に開発する「MARK IS 福岡ももち」への再出店を合意し、2018年11月21日にユナイテッド・シネマ福岡ももちとして再出店した。 |
| ユナイテッド・シネマ枚方   | 大阪府枚方市 フォレオひらかた                        | 9スクリーン 1,775席          | 2006年12月9日 2025年2月2日   | - 賃貸契約満了に伴い閉館。また、母体施設のフォレオひらかたも同日閉館 - 日本国内で4DXを有したシネコンとしては初の閉館となった。 |
| ユナイテッド・シネマ熊本   | 熊本県熊本市中央区 グランバレッタ熊本                | 2004年12月23日 2025年3月30日 | 10スクリーン 1,893席         | 母体施設の閉館に伴い閉館。 |

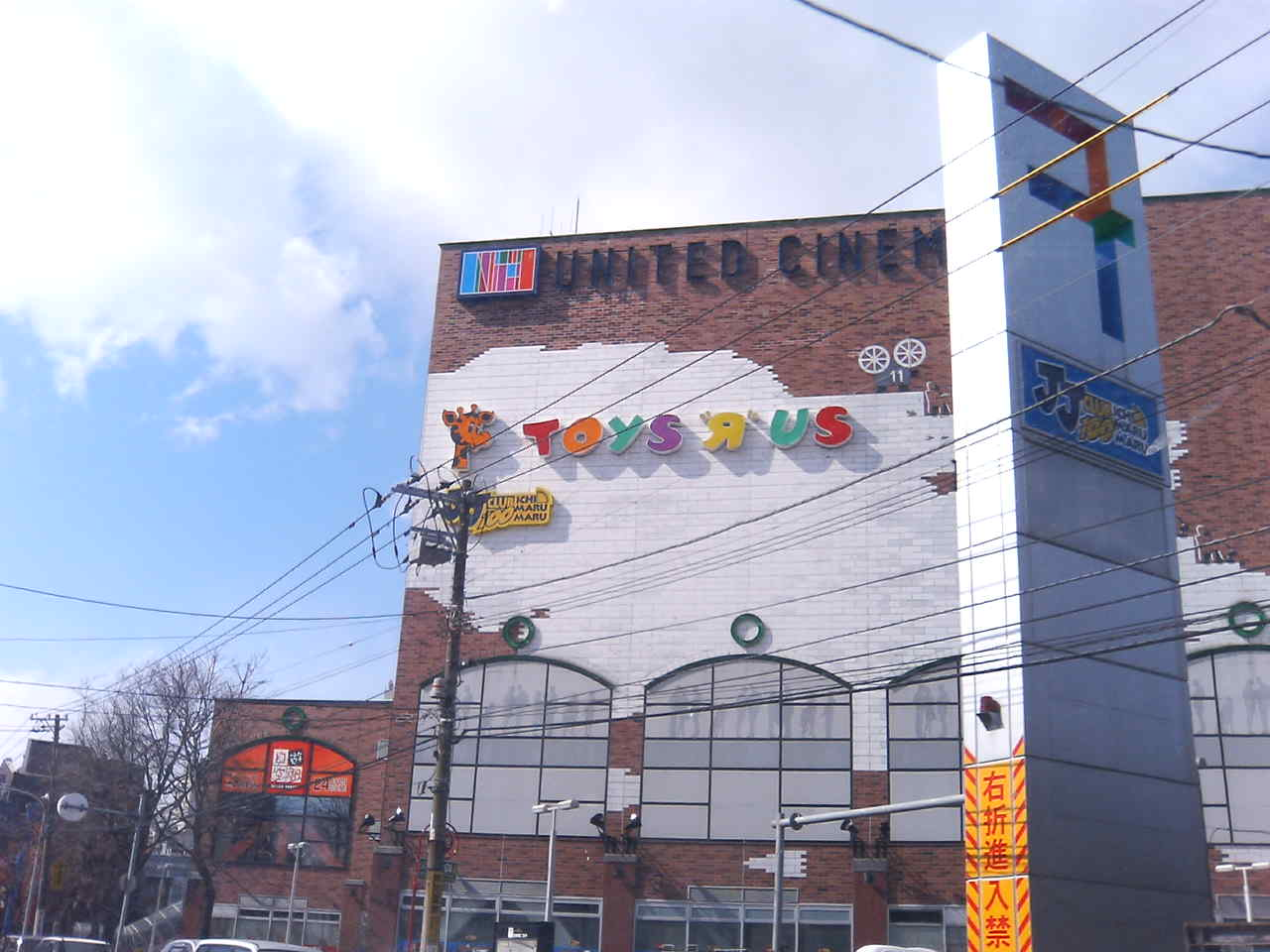
ローソン・ユナイテッドシネマ札幌
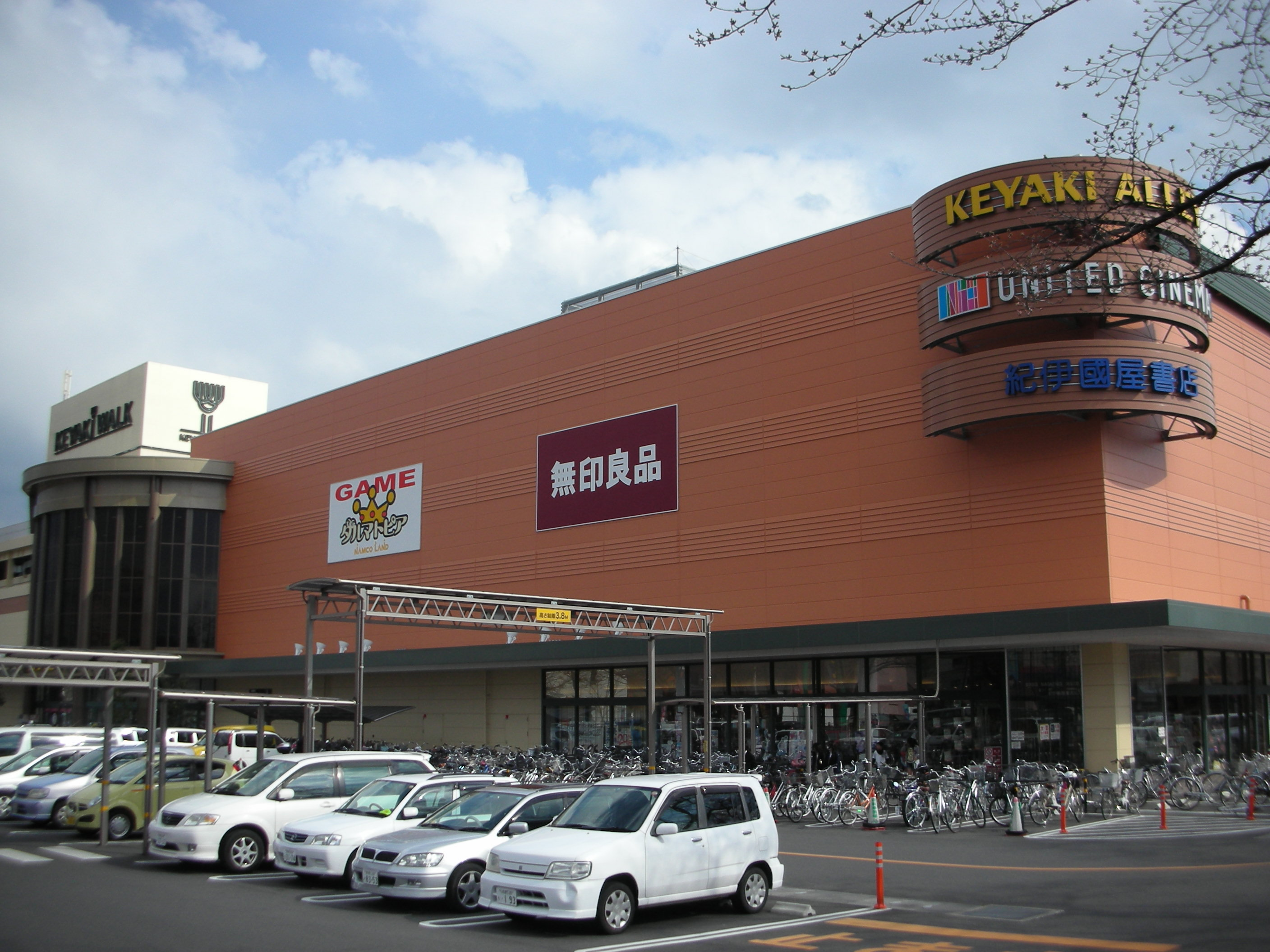
ローソン・ユナイテッドシネマ前橋がテナントとして入るけやきウォーク前橋
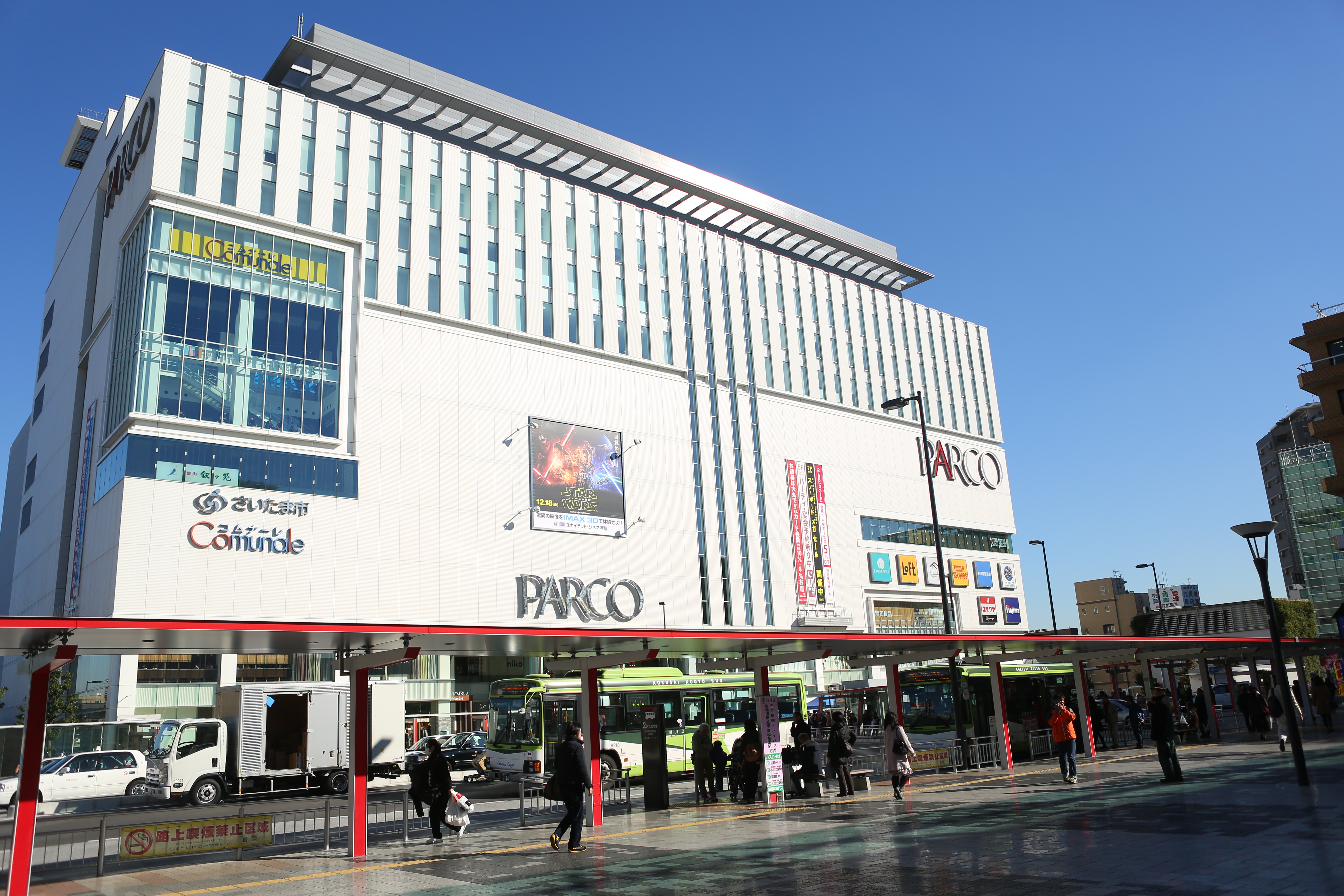
ユナイテッド・シネマ浦和がテナントとして入るパルコ浦和（ストリームビル、百貨店）
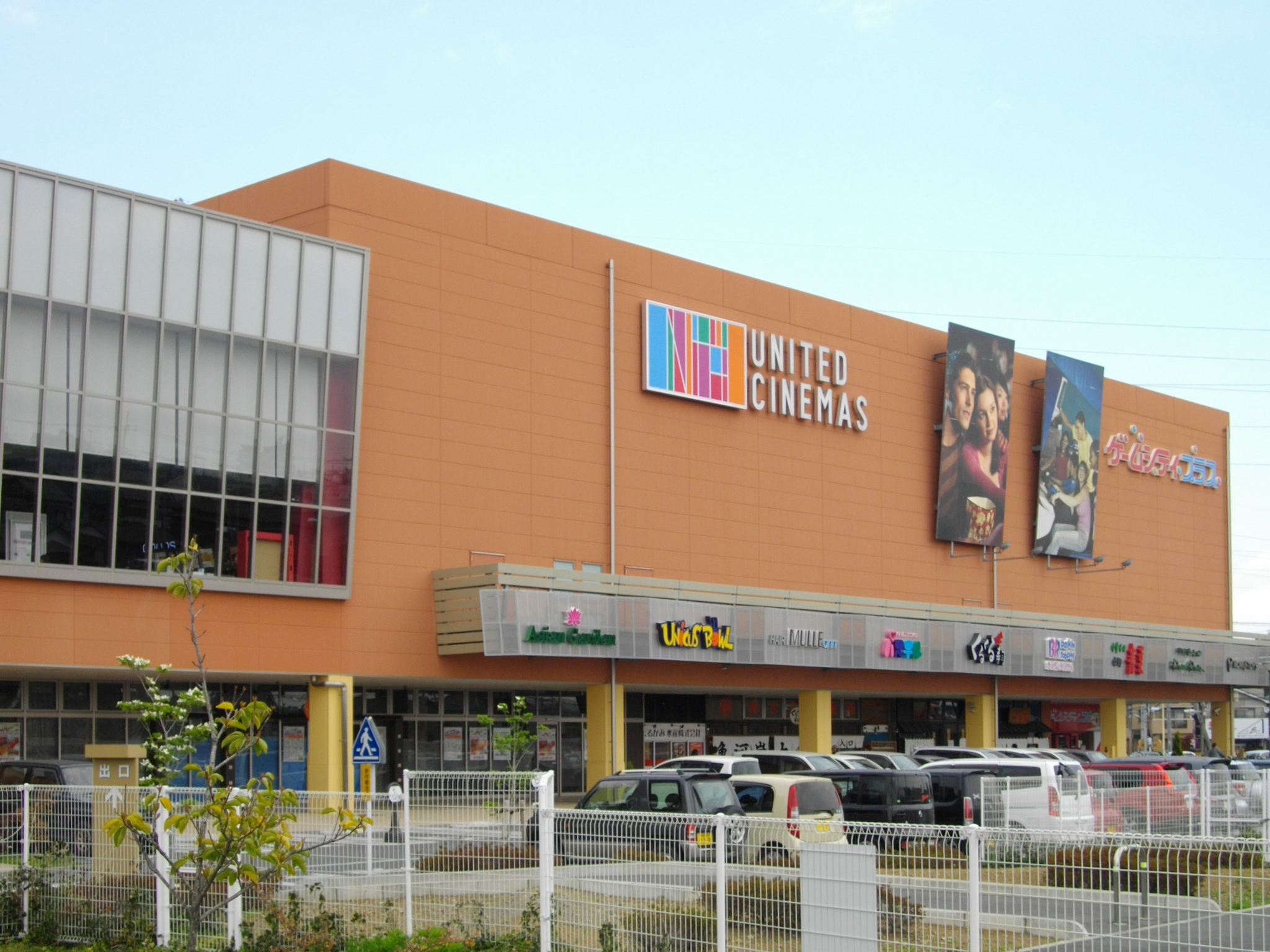
ユナイテッド・シネマウニクス南古谷
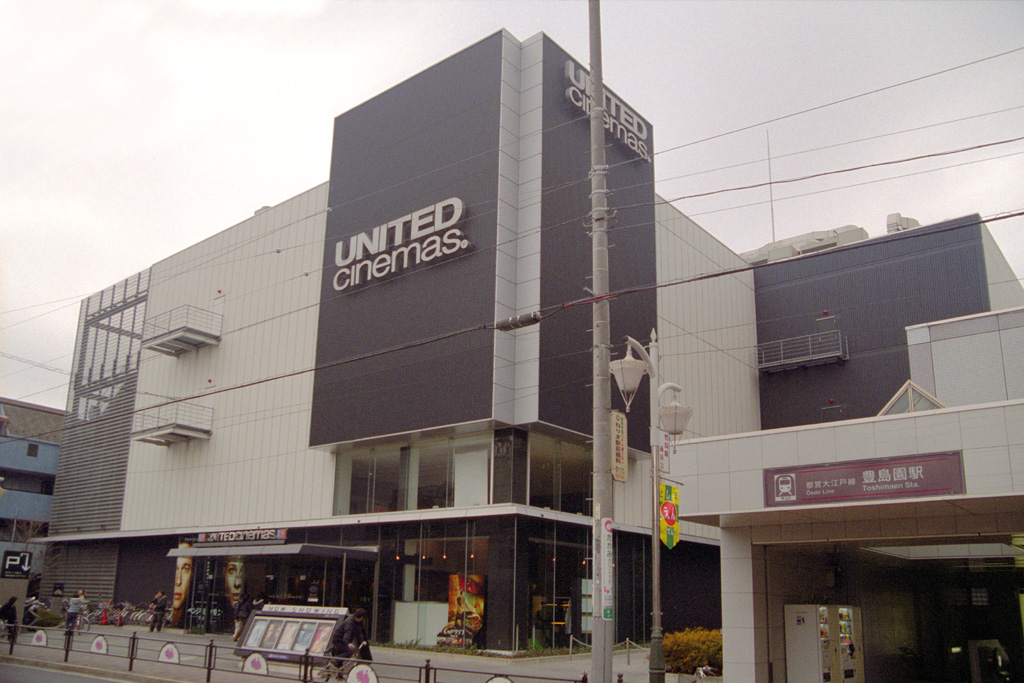
ユナイテッド・シネマとしまえん
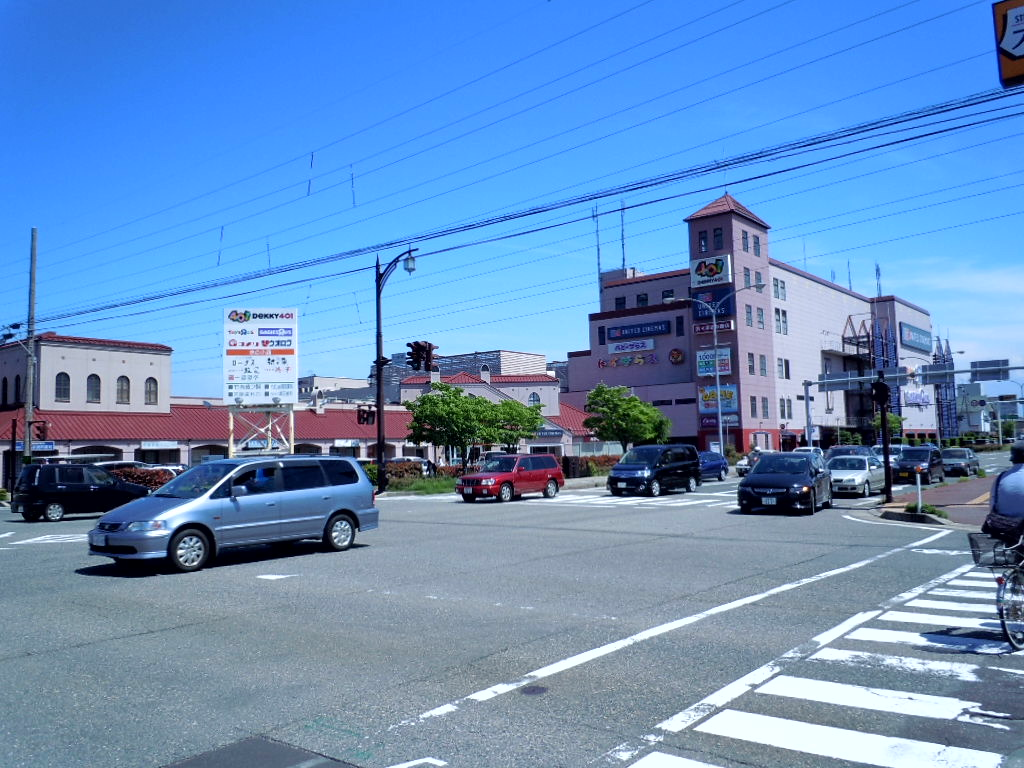
ユナイテッド・シネマ新潟がテナントとして入るデッキィ401
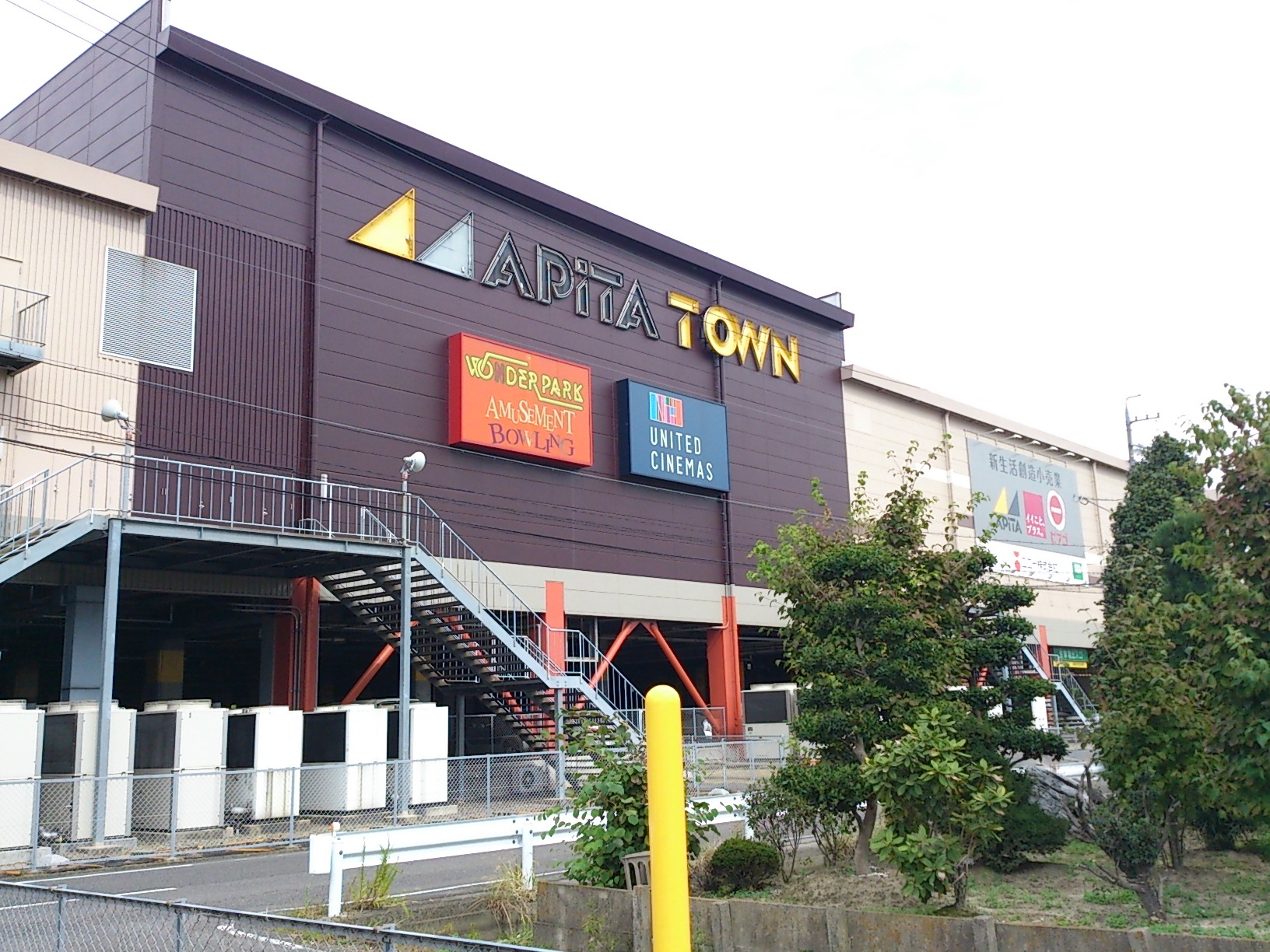
ユナイテッド・シネマ稲沢
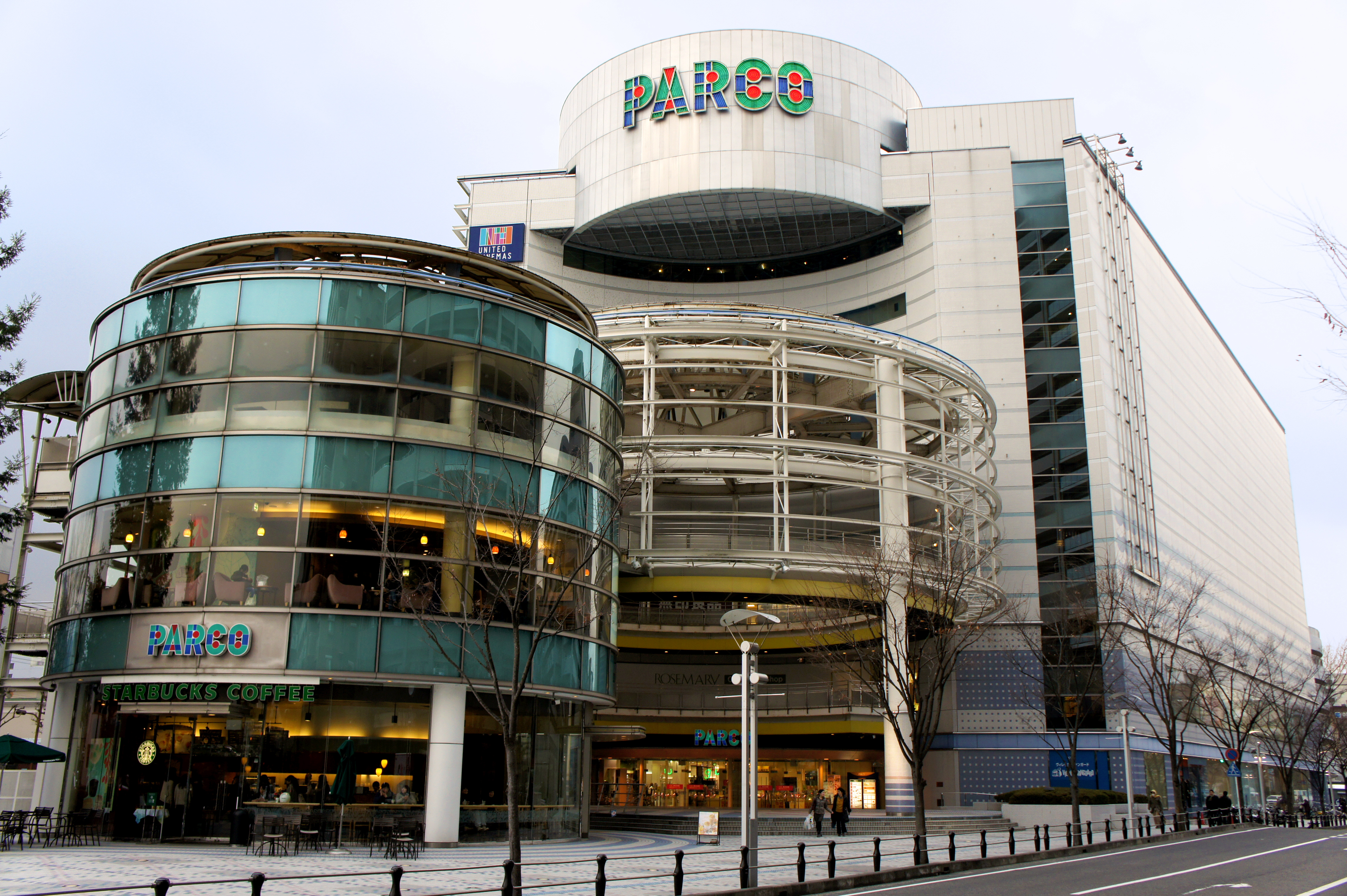
ユナイテッド・シネマ大津
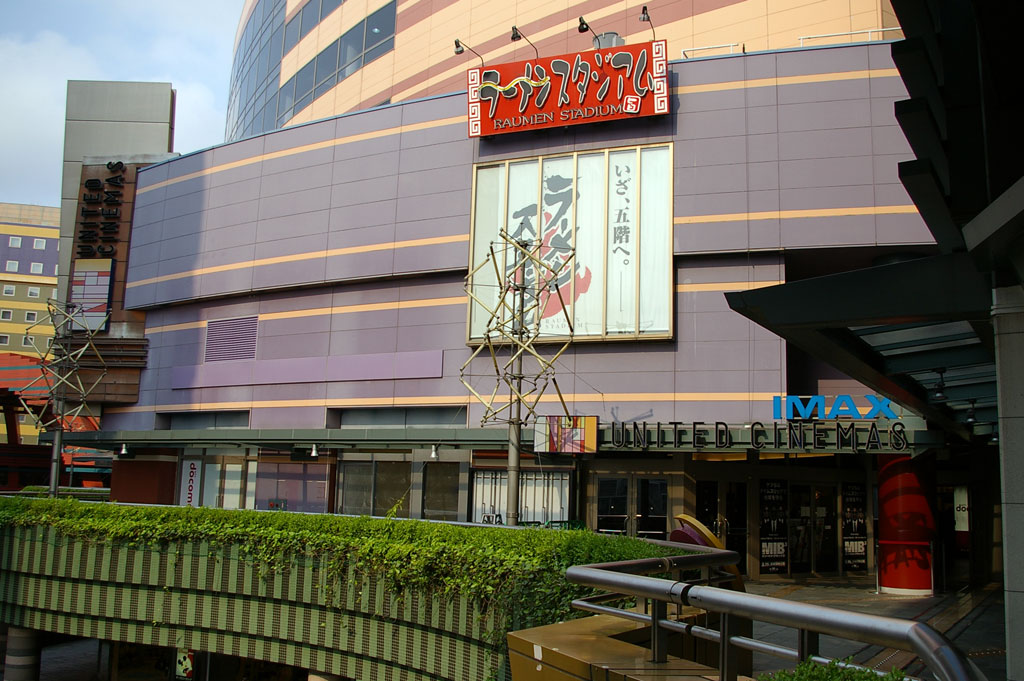
ユナイテッド・シネマキャナルシティ13
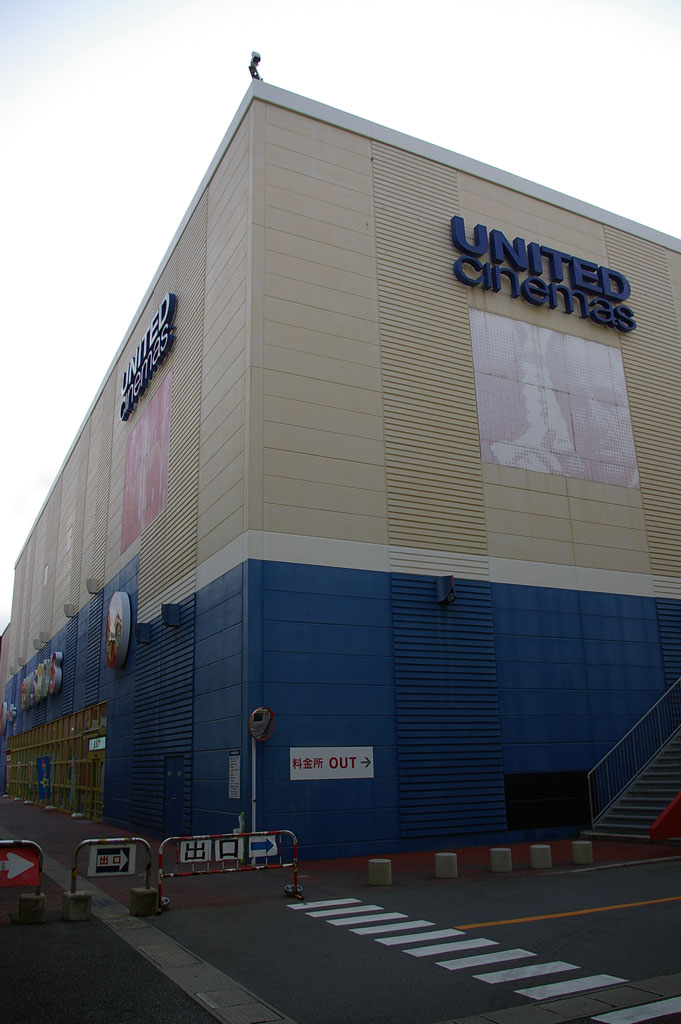
ユナイテッド・シネマ福岡
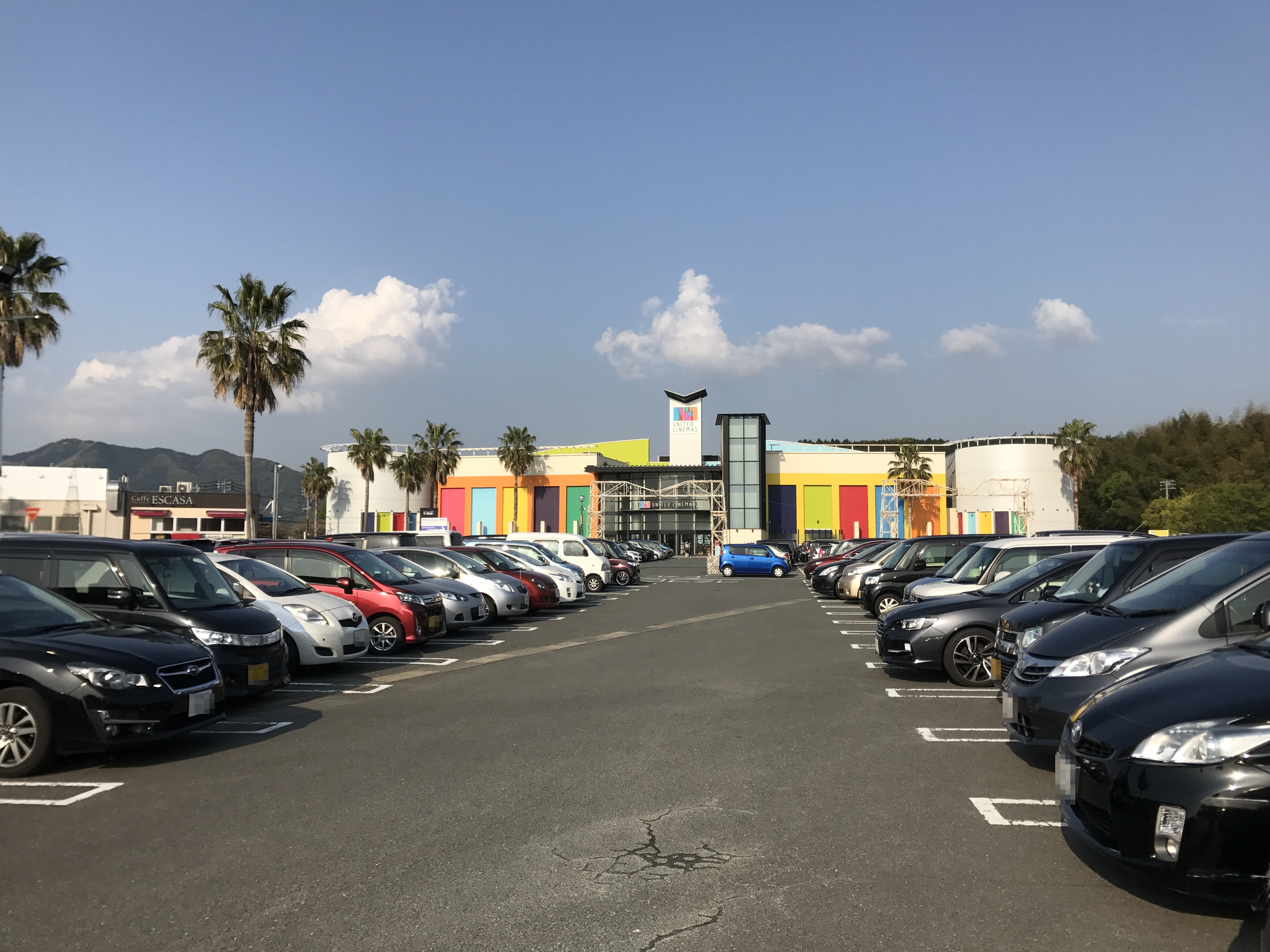
ユナイテッド・シネマトリアス久山
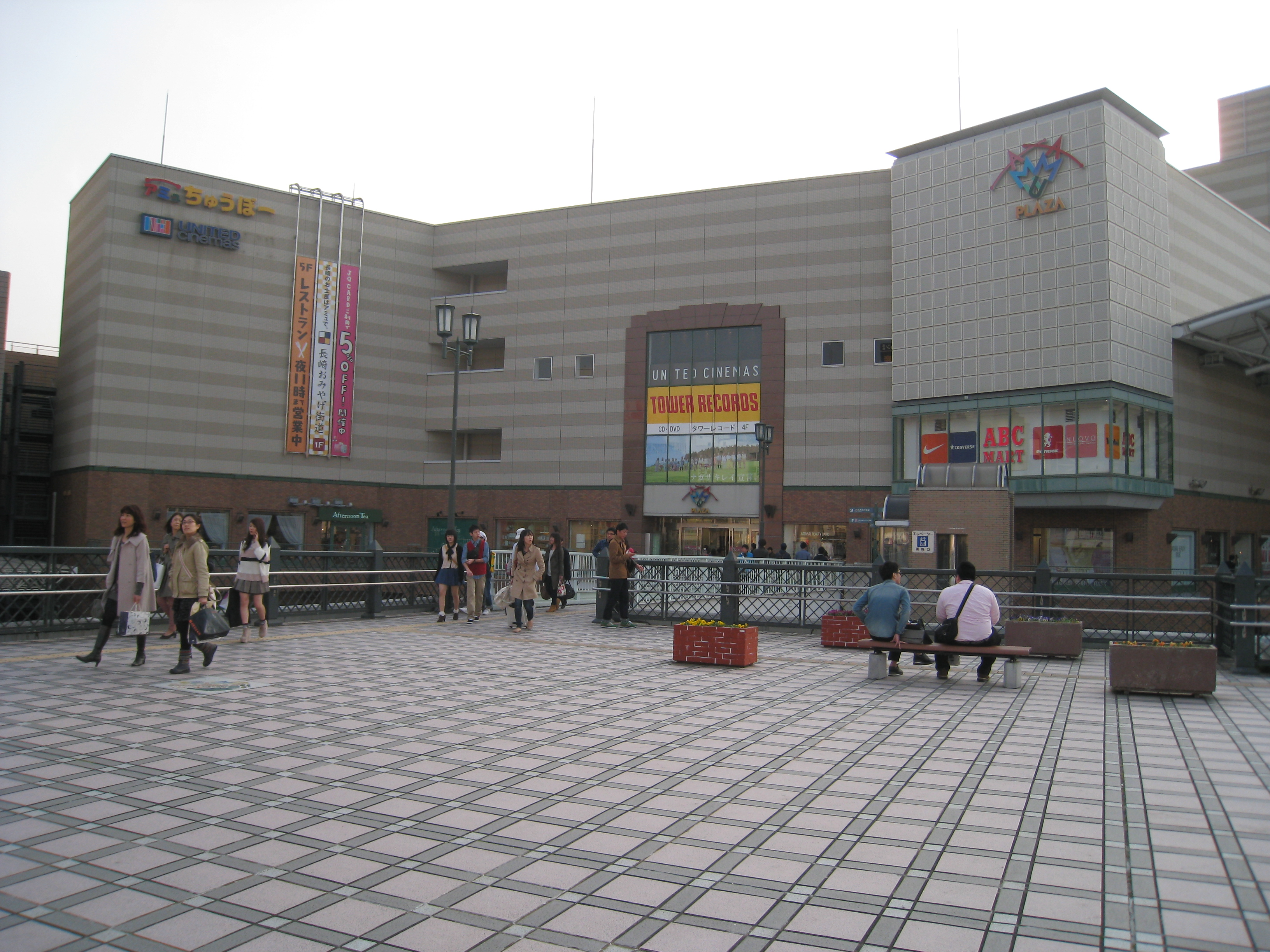
ローソン・ユナイテッドシネマ長崎がテナントとして入るアミュプラザ長崎
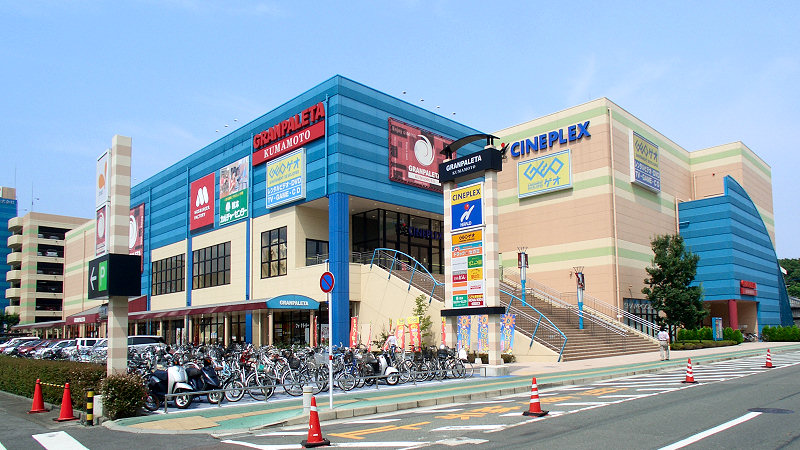
閉館したユナイテッド・シネマ熊本
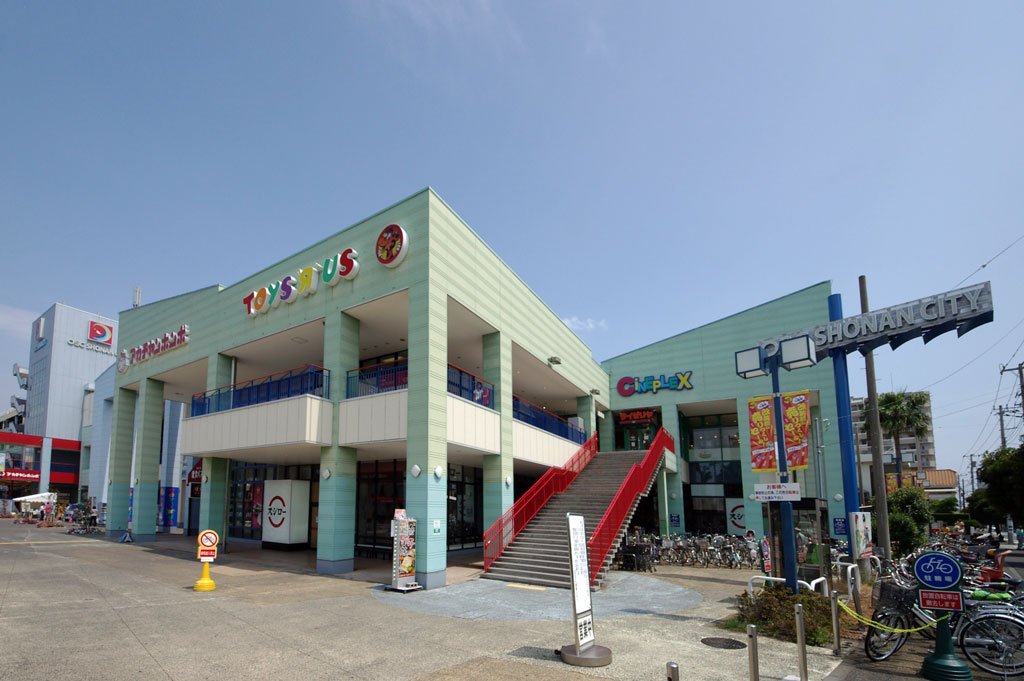
シネプレックス平塚
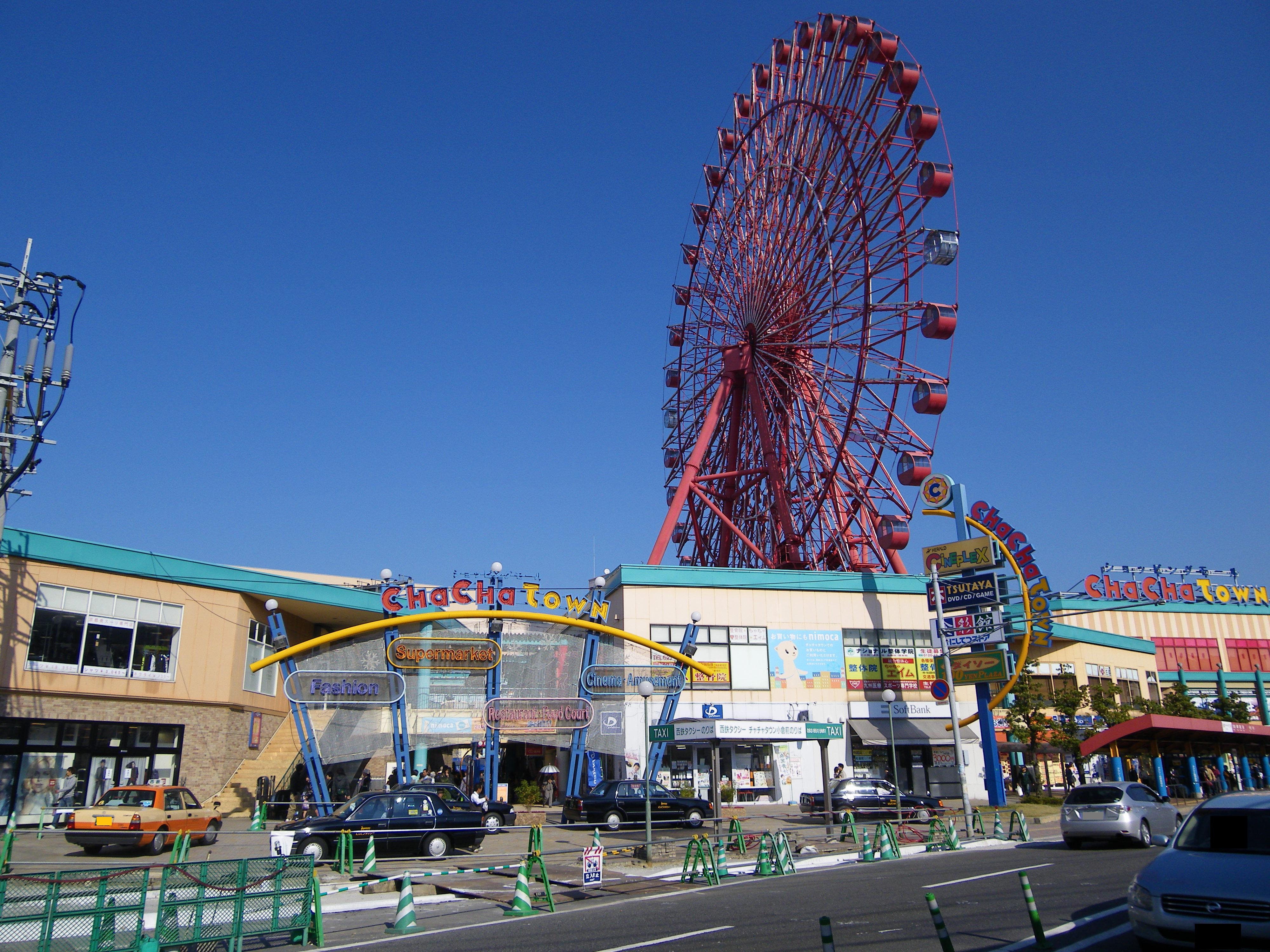
ローソン・ユナイテッドシネマ小倉があるチャチャタウン小倉
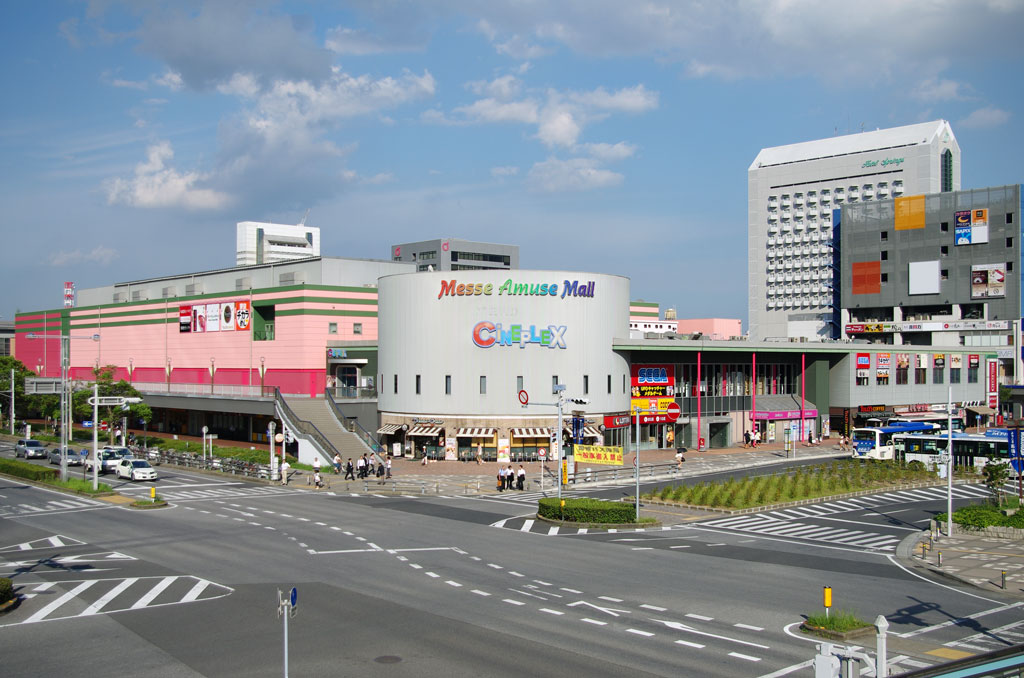
ユナイテッド・シネマ幕張
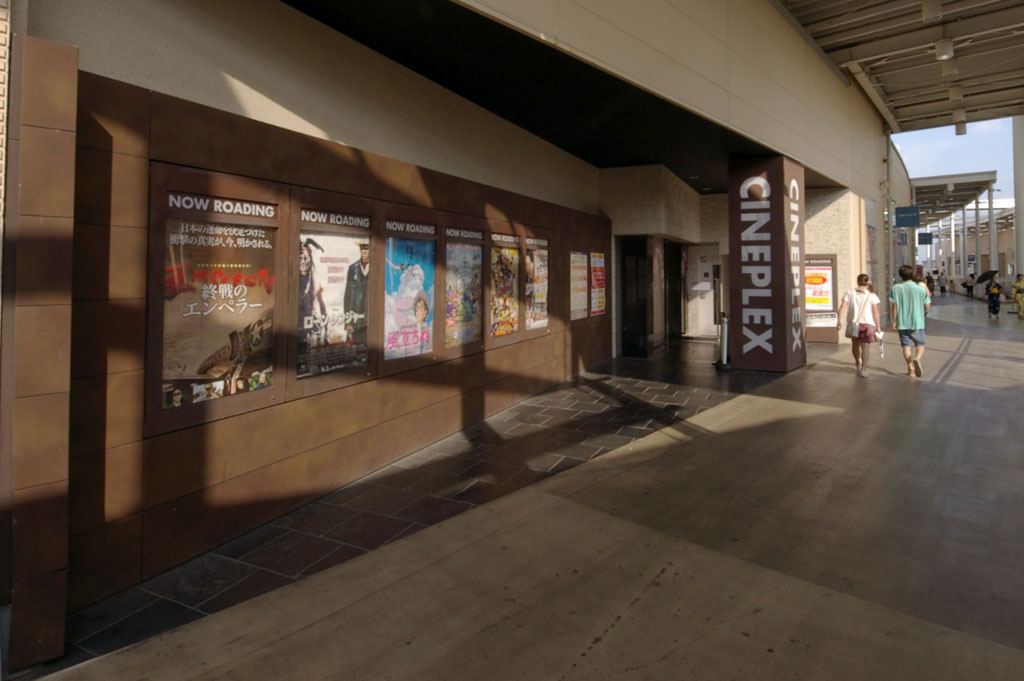
ユナイテッド・シネマわかば
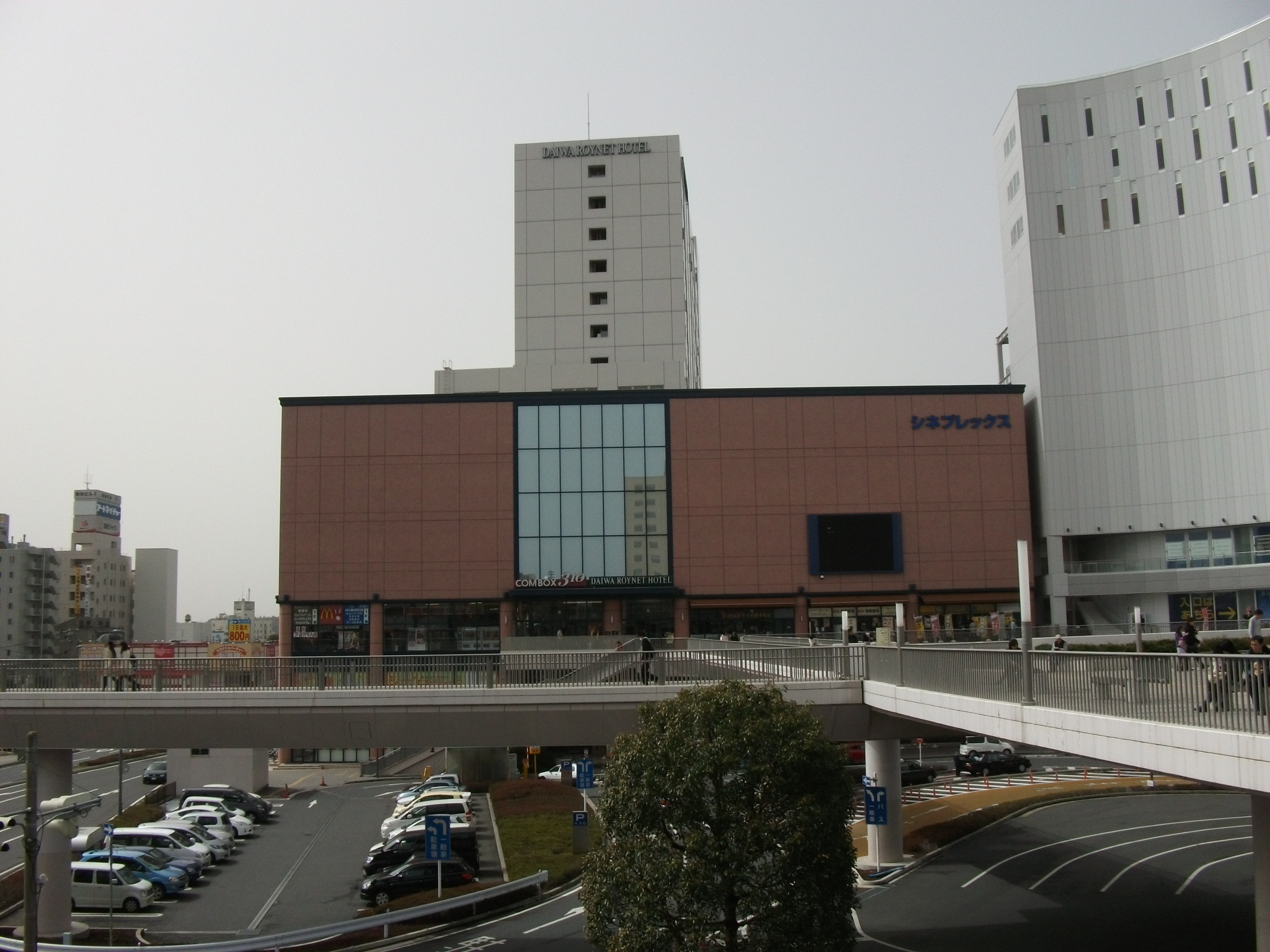
ユナイテッド・シネマ水戸があるCOMBOX310
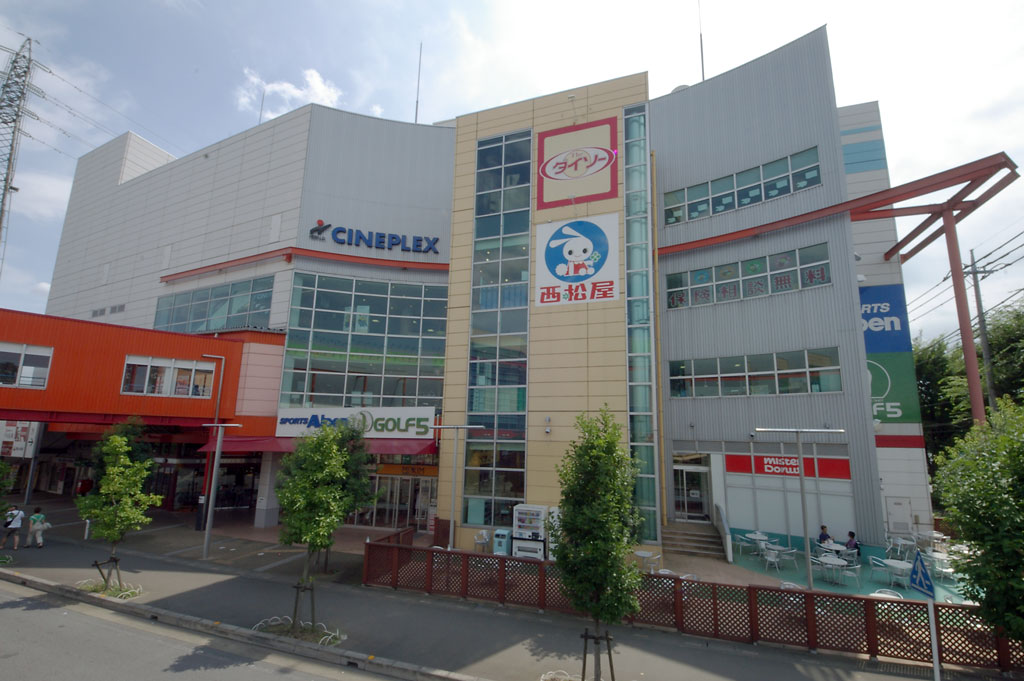
ユナイテッド・シネマ新座
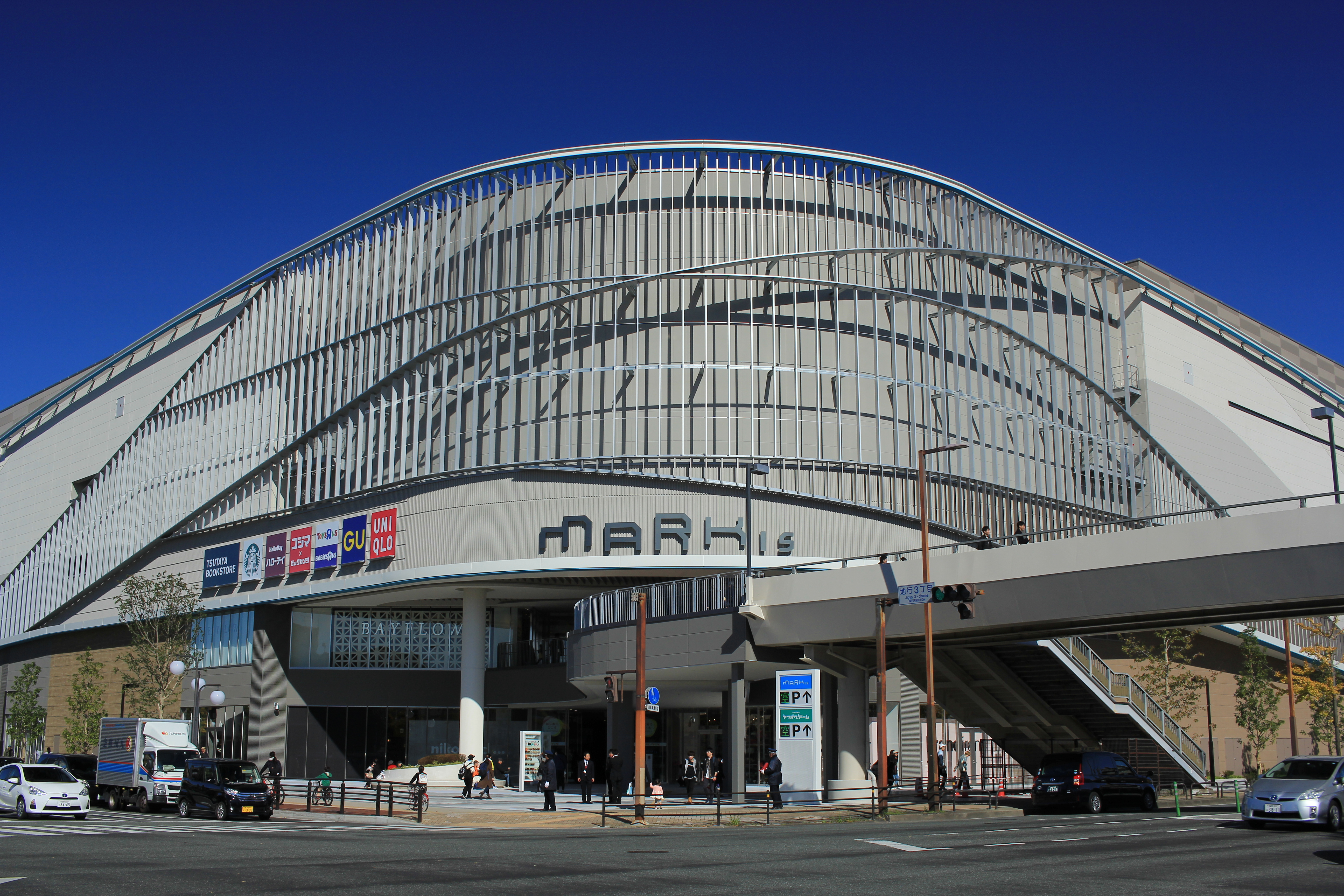
ユナイテッド・シネマ福岡ももちがあるMARK IS 福岡ももち